# Бесио, Алессио
Алессио Бесио (англ. Alessio Besio; род. 18 марта 2004, Санкт-Галлен) — швейцарский футболист, играющий на позиции нападающего. Ныне выступает за швейцарский клуб «Санкт-Галлен».

## Карьера
Алессио - уроженец Санкт-Галлена, города в восточной части Швейцарии, столица кантона Санкт-Галлен. Воспитанник клуба «Санкт-Галлен». Перед завершением сезона 2020/2021 был переведён в основную команду. 21 мая 2021 года дебютировал в швейцарской Суперлиге, выйдя в стартовом составе на матч против «Серветта». Сумел отличиться в первой же встречи, что принесло «Санкт-Галлену» победу со счётом 2:1.
Сезон 2021/2022 начал игроком основного состава. 19 сентября 2021 года дебютировал в Кубке Швейцарии в поединке против «Шенуа», где также смог отличиться забитым мячом.
В октябре 2021 попал в список 60 лучших молодых футболистов в мире, родившихся в 2004 году, ежегодно составляемый британским изданием The Guardian. Характеризуется как физически крепкий и ловкий нападающий, любящий активно действовать в штрафной зоне соперника..

## Семья
Отец Алессио — Клаудио — также играл в футбол за Санкт-Галлен. Мать футболиста — бывший игрок сборной Швейцарии по гандболу.

## Статистика выступлений
| Клуб             | Сезон            | Лига      | Лига  | Лига | Кубок | Кубок | Междунар. | Междунар. | Всего | Всего |
| Клуб             | Сезон            | Лига      | Матчи | Голы | Матчи | Голы  | Матчи     | Голы      | Матчи | Голы  |
| ---------------- | ---------------- | --------- | ----- | ---- | ----- | ----- | --------- | --------- | ----- | ----- |
| Санкт-Галлен     | 2020/2021        | Суперлига | 1     | 1    | 0     | 0     | 0         | 0         | 1     | 1     |
| Санкт-Галлен     | 2021/2022        | Суперлига | 9     | 0    | 1     | 1     | 0         | 0         | 10    | 1     |
| Всего за карьеру | Всего за карьеру | 10        | 1     | 1    | 1     | 0     | 0         | 0         | 11    | 2     |